# Подпреска
Подпреска (словен. Podpreska) — поселення в общині Лошкий Поток, регіон Південно-Східна Словенія, Словенія. Висота над рівнем моря: 759,8 м.